# Muntaz Dhrami
Muntaz Dhrami nacido en Gjirokaster el 10 de noviembre del año 1936, es un escultor albanés.

## Datos Biográficos
Desde la infancia, Muntaz Dhrami mostró gran afinidad hacia el dibujo. En el Palacio de los Pioneros de Gjirokaster, su talento fue apreciado por el artista aficionado Niko Nasto, que le animó a continuar su educación en ese sentido. Ingresó en la escuela secundaria de arte en Tirana, el Liceo Artístico "Jordan Misja" , junto con Sotir Kosta; allí fue alumno en la clase del escultor Abdurrahim Buza. Después de graduarse en 1956 se unió a la cooperativa de artesanía, en la que se dedicó a hacer objetos de porcelana.
El trabajo artístico independiente lo inició en 1957. La escultura de Dhrami titulada Niña con un chal ( Alb. Vajza me shall) fue presentada en la exposición de la Galería Nacional de Arte de Tirana. Ese mismo año se fue a estudiar en la Academia de Bellas Artes de Leningrado , donde estudió bajo la dirección de Mikhail Anikuszina. Los estudios se vieron interrumpidos en 1961 debido al deterioro de las relaciones soviético-albanesas, dejó Rusia para concluir su formación en el Instituto Superior de Artes de Tirana. Se graduó en la especialidad de escultura en 1961 defendió su diplomatura en el Instituto con el conjunto monumental "Cerciz Topulli" y "Máximo Grameno".

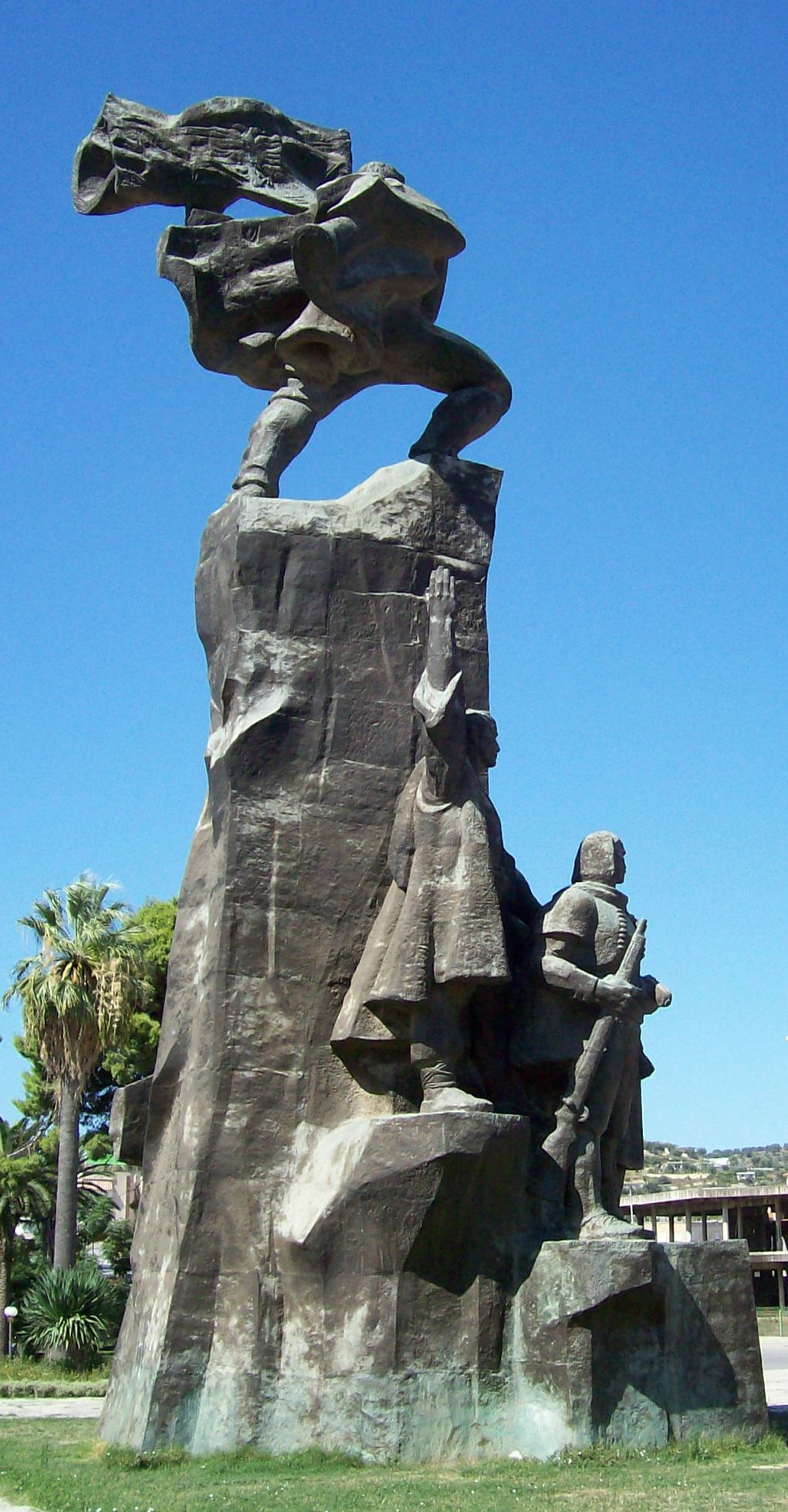
Monumento a la Independencia, en Wlorë.

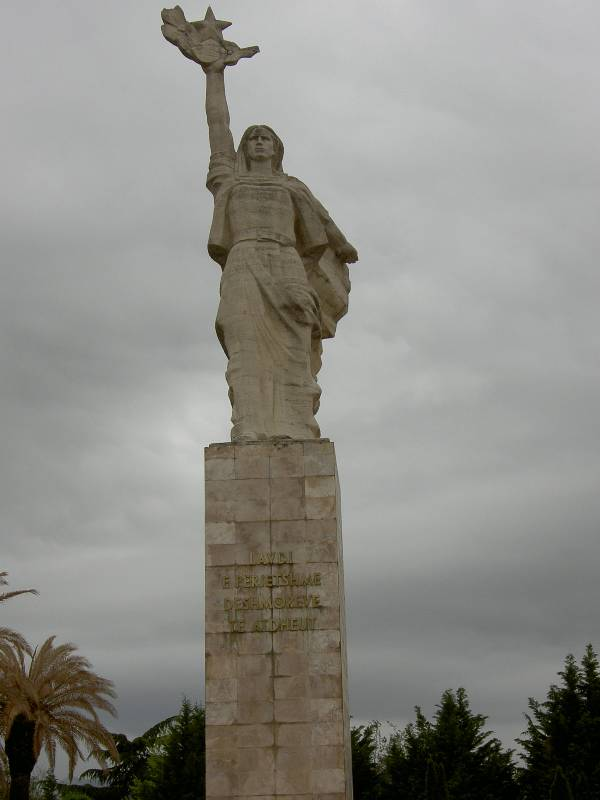
Madre Albania, en Tirana.

Después de su graduación, ingresó como profesor en el Instituto de las Artes. Su actividad docente se alargó hasta el año 1976, llegando a ser decano en la Facultad de Bellas Artes. Durante este periodo de forma regular rompió el servicio como profesor y se dedicó a la producción de obras propias y algunos monumentos. Entre estas obras están las que representan figuras destacadas en la historia de Albania, como Ali Pasha de Tepelen y Kostandin Kristoforidhi. Participó en dos proyectos de grupo; en 1972, un proyecto del Monumento de la Independencia en Vlorë realizado en colaboración con Kristaq Rama y Shaban Hadëri; posteriormente diseñó el monumento de la Madre Albania (en albanés, Nënë Shqipëri), que se encontraba en las afueras de Tirana. La pieza más grande que realizó junto a Stefan Papamihali y Ksenofon Kostaqi fue un Monumento a la Educación; en pie medía 7 metros de altura una vez instalado en Gjirokaster.
Un lugar especial en su obra tuvo el Monumento de Enver Hoxha , que estaba en la ciudad natal del dictador - Gjirokaster. Con el fin de crear esta obra las autoridades albanesas compraron en Italia 5 bloques de mármol, con un peso total de 80 toneladas. El monumento tallado en mármol por Dhrami fue destruido en la década de 1990. En 2011 llevó a cabo el proyecto para un monumento al geólogo Stanisław Zuber, para la localidad de Kuçova.

## Obras

### Obras oficiales
- Monumento  e Kristoforidhit en Elbasan (1962)
- Monumento a la Independencia en Vlorë (1970, realizado junto a Kristaq Rama y Shaban Hadëri)
- Monumento de la Madre Albania ("Nënës Shqipëri") en Tirana (1971) 41°18′31″N 19°50′24″E / 41.30861, 19.84000
- Relieve monumental en la residencia del Primer Ministro en Tirana.
- Autor i monumentit en Drashovicë.40°26′48″N 19°35′11″E / 40.44667, 19.58639
- Monumento "e Pezës".
- Obelisco de la Educación (Obeliskun i Arsimit) en Gjirokastër.
- Monumento al geólogo Stanisław Zuber, en Kuçova (2011)

### Obras personales

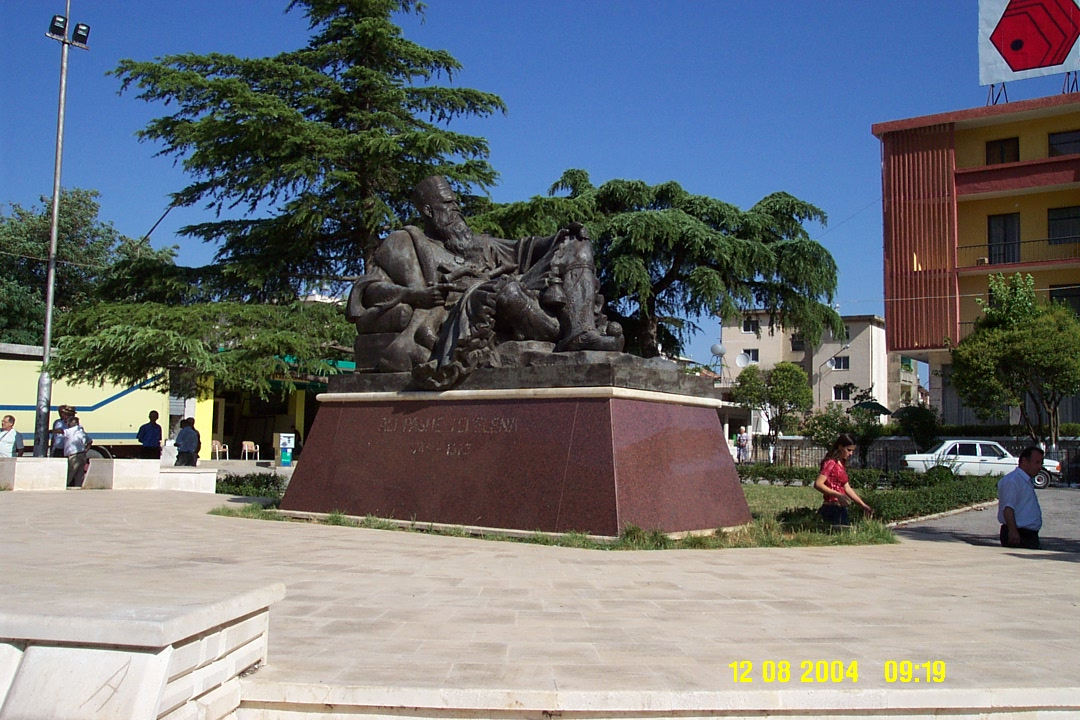
Obra monumental a Ali Pasha de Tepelen.

- Busto a Shkurte Pal Vatës en Lushnje.
- Busto a Liri Gegos en la Galería de Arte de Tirana.
- Retrato de Rugovasit en la Galería de Arte en Tirana.
- Busto a Jani Vretos në Leskovik (1996). Busto de Vretos en Leskovik Jani (1996).
- Retrato a la Madre Teresa, 41°19′01″N 19°49′20″E / 41.317069191957735, 19.822162985801697
- Monumento a Ali Pasha de Tepelen, 40°17′37″N 20°1′16″E / 40.29361, 20.02111
- Monumento a Lasgush Poradecit

## Exposiciones individuales
- 1967 Exposición de dibujos en la Universidad de Amán - Jordania.
- 1982 «Parmi les hommes» en el Palacio de la cultura en Tirana.
- 1992 «Por la conmemoración de la Independencia» en el Museo Nacional de Tirana.
- 1994 Exposición personal, "inspirado en Beethoven" Tirana.
- 1996 Exposición retrospectiva individual con motivo del 60 º aniversario en la Galería Nacional de Bellas Artes de Tirana.
- 1997 «motivos musicales", en International Cultural Center, Tirana.
- 1999 Composición "Beso" (Puthja) (bronce) exhibido en la galería «Le Miroir Maîtres», Ginebra (Suiza).

## Premios
- Premio de la Bienal de Alejandría (1964).
- Laureado con numerosos premios otorgados por el Estado albanés.
- Mantiene el título de " escultor del Pueblo" (1978).